# Generalfeldmarschall

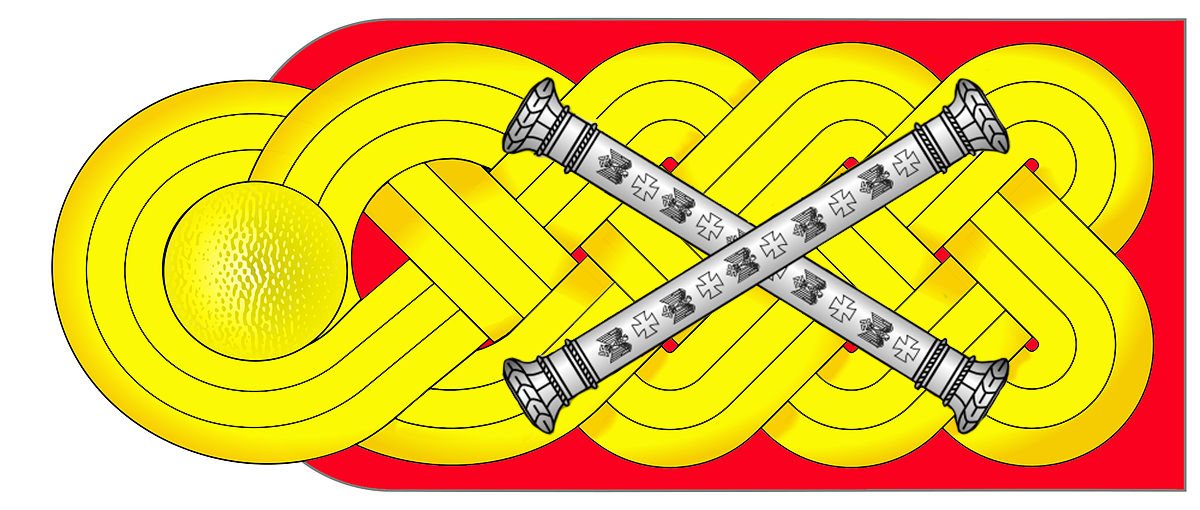
Galón de Generalfeldmarschall del ejército alemán (Heer).

Feldmarschall, u oficialmente Generalfeldmarschall (escucharⓘ), es el rango militar alemán equivalente al de mariscal de campo.

## Origen

Emblemas de cuello de Generalfeldmarschall del ejército alemán (Heer).

Galón de Generalfeldmarschall de la Luftwaffe.

Emblemas de cuello de Generalfeldmarschall de la Luftwaffe.

El término Marschall proviene de la Edad Media. El Marstall, en alemán antiguo, era la edificación donde se almacenaban los utensilios para los caballos. El Marschall era aquel encomendado con la tarea de atender y administrar los caballos y establos, que en francés recibía el título marechal. Más tarde se le llamaría al jefe del patio mariscal o maestro de los establos (Stallmeister en alemán). En los ducados, el encargado de la casa del duque recibía el nombre de Hofmarschall (Mariscal de patio), mientras que el mariscal pasaba a ser Obermarschall (gran mariscal) y era el encargado de administrar las posesiones del duque en su ausencia. En ocasiones festivas, el mariscal llevaba una vara larga en señal de su cargo, con la cual hacía una división en la «pizarra de mariscal» para las personas que no tenían algún puesto definido dentro del ducado. Esa disciplina se sigue viendo hoy en día en los patios ingleses. En la época medieval, aquel que poseía una Marschallstab o Kommandostab (bastón de mando o «vara de comando») era considerado el oficial de más alto rango.
En los ejércitos de los países de habla alemana, se empezó a llamar Feldmarschall (mariscal de campo, en español) al que ostentaba el rango de comandante de caballería en un ejército. Tras las reformas militares del siglo XVI, pasó a denominarse Generalfeldmarschall al comandante más antiguo del ejército. En tiempos de la guerra de los Treinta Años se transformó en un grado de la plana mayor equivalente a un general, pero con preferencia en el mando. A partir de fines del siglo XVII se ha convertido en el rango jerárquicamente más alto. Funcionalmente igual a un general, tenía, sin embargo, preferencia en el mando de unidades.

## Imperios alemán y austrohúngaro

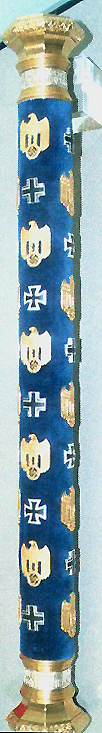
Réplica del bastón del Generalfeldmarschall von Richthofen.

El rango de mariscal de campo alemán pasó en el siglo XIX a tener un significado mucho más profundo que el de una simple escala en el escalafón militar. Este grado tenía un peso diplomático que otorgaba a su acreedor un nivel protocolario igual al de un ministro, y con esto una cierta participación en la realidad política del Estado. El símbolo máximo del rango era el bastón del mariscal, adornado con símbolos y escudos nobles o monárquicos. El mariscal de campo compartía parte de la gobernación del Estado, aunque a título honorífico, gozando de un enorme prestigio sin tener potestad de gobierno real. Un Generalfeldmarschall nunca dejaba su cargo ni se jubilaba; se mantenía en activo y era reconocido como tal hasta su muerte.
Antiguamente, en el Ejército prusiano, un Generalfeldmarschall solo podía ser nombrado en tiempo de guerra, y el rango solo era otorgado a un militar activo que ya ostentaba un grado del generalato (de hecho, en 1854 se creó el rango de Generaloberst para poder darle un generalato superior al de sus subordinados al príncipe de la corona, Federico Guillermo, sin romper esa costumbre. En 1870 el príncipe heredero Federico de Hohenzollern y el príncipe Federico Carlos de Prusia fueron ascendidos a Generalfeldmarschall por méritos en campaña durante la guerra de las Siete Semanas. En tiempos de paz, el rango podía ser concedido a condes u otros nobles en símbolo de amistad entre naciones (o sea, con fines diplomáticos). Ya entonces el titular del cargo poseía ciertos privilegios, como el de una escolta privada.

## Tercer Reich
En tiempos del Tercer Reich, un oficial de alta graduación, normalmente un Coronel General (Generaloberst), podía ser ascendido a Generalfeldmarschall por méritos militares habiendo dirigido una campaña exitosa (como Fedor von Bock, Gerd von Rundstedt, Günther von Kluge o Wilhelm Ritter von Leeb), vencido en una batalla trascendental (como Erwin Rommel en Tobruk) o conquistado una plaza fuerte enemiga (como Erich von Manstein en Sebastopol). Algunos fueron nombrados a discreción de Hitler (como Wilhelm Keitel, quien siendo jefe de la Wehrmacht no podía ostentar un rango inferior al de algunos de sus subordinados). Erwin Rommel fue nombrado Generalfeldmarschall con gran revuelo en la cúpula militar alemana, ya que no era Coronel General sino General de Tropas Acorazadas, tras la operación de Tobruk, convirtiéndose en el mariscal de campo más joven del ejército alemán.
Hasta 1941 el grado de Generalmarschall fue el más elevado que podía alcanzar un oficial, siendo solo superado a partir de entonces por el de Reichsmarschall, cuyo titular único fue Hermann Göring, aunque se trataba más bien de un rango honorífico, pues no concedía ningún mando sobre otras ramas de las fuerzas armadas más allá de la Luftwaffe. Su equivalente en la Kaiserliche Marine, Reichsmarine y Kriegsmarine era el rango de Großadmiral (Gran Almirante). En las Schutzstaffel (SS) y en las Waffen-SS su equivalente era el rango de Reichsführer-SS.

## Posguerra y actualidad
Tras la caída del Tercer Reich, el rango de Generalfeldmarschall fue abolido. El Ejército Popular de la RDA creó el rango de Mariscal de la República Democrática Alemana el 25 de marzo de 1982, pero nadie llegaría a recibirlo.
Actualmente, el máximo grado militar en las Fuerzas Armadas de Alemania, como en la mayoría de los ejércitos modernos, es el de General del Ejército, siendo su homólogo en la Deutsche Marine (Armada) el de Almirante.